# Eublemma scotina
Eublemma scotina là một loài bướm đêm trong họ Erebidae.